# فهد ثاني
فهد عبد الله ثاني الزراع (ولد في 1 ديسمبر 1973) هو لاعب كرة قدم قطري سابق ومدرب لمنتخب قطر تحت 23. تم تعيين فهد المتخصص في تدريب الفئات السنية أبرزها منتخب قطر تحت 17 بديلا عن باولو أتوري مدربا لمنتخب قطر في يناير 2013.
يشغل حالياً منصب مدير إدارة التطوير بالاتحاد القطري لكرة القدم
تخرج فهد من جامعة قطر في عام 1996 بشهادة في التدريب الرياضي وفي عام 1999 حصل على رخصة التدريب "C" الآسيوية وفي وقت لاحق في عام 2005 حصل على دورة دبلوم المحرتفين "Pro" الآسيوية.

## المسيرة

### لاعب
بدأ ثاني مسيرته الرياضية في فرق الشباب في الأهلي. اقتحم الفريق الأول في عام 1990 في سن 17 في الوقت الذي كان فيه الأهلي يمضي أفضل سنواته مع اللاعبان عادل مال الله وعيسى أحمد. كان أبرز إنجاز له مع الأهلي عندما فاز بكأس أمير قطر في عام 1992 بالتغلب الريان في مباراة الإياب بعدما كان خسر في مباراة الذهاب 1-2.
كما لعب أيضا لمنتخبات قطر للفئات السنية.

### التدريب
تقاعد فهد من لعب كرة القدم في عام 1993 وانتقل للتدريب. قام بتدريب فرق الشباب في الريان والأهلي في الفترة من 1994 إلى 1999 بالإضافة إلى تعيينه مدرب مساعد لمنتخب قطر تحت 17 سنة في عام 1995. عمل جنبا إلى جنب مع مدرب مانشستر يونايتد المستقبلي رينيه ميولنستين. بعد عامين من العمل مع منتخب قطر تحت 14 سنة تم تعيينه مدربا لمنتخب قطر تحت 17 في عام 2005. ومع ذلك فشل في تأهيله إلى بطولة آسيا تحت 17 سنة لكرة القدم 2006 بحلوله في المركز الثاني خلف اليمن في المجموعة الثانية من التصفيات. كما فشل في تحقيق بطولة كأس الخليج العربي 2006 باحتلاله المركز السادس الأخير بنقطة واحدة من خمس مباريات.
بعد أن ترك منصبه في المنتخب الوطني كان جزءا من فريق تدريب أكاديمية أسباير حيث كان يدير فريق تحت 16 سنة. في عام 2011 انضم مرة أخرى إلى منتخب قطر تحت 17 سنة كمساعد مدرب خلال عام 2011 أثناء بطولة كأس الخليج العربي تحت 17 سنة وساهم في احتلال قطر المركز الثاني بعد خسارة المباراة النهائية من السعودية بالركلات الترجيحية. عين لاحقا مساعدا لمدرب منتخب قطر سباستياو لازاروني في أغسطس 2011. في يناير 2013 بعد سلسلة من النتائج والأداء المخيب للآمال والأداء الباهت في كأس الخليج العربي 21 عام 2013 فقد تم إنهاء عقد باولو أتوري مع الاتحاد القطري لكرة القدم وتم تعيين فهد كمدرب جديد.
اعتمد سياسة مختلفة عند اختيار اللاعبين عن سابقيه حيث استدعى سبعة لاعبين فقط من مواليد خارج قطر من أصل ستة وعشرين لاعبا للمشاركة في تصفيات كأس آسيا 2015. في أول مباراة له التي كانت ضد لبنان وديا حقق الفوز بنتيجة 1-0 بعد هيمنته على المباراة وإضاعة ركلة جزاء. بعد أسبوع في 6 فبراير لعبت قطر أول مباراة تنافسية ضد ماليزيا ضمن تصفيات كأس آسيا لعام 2015. فازت قطر بالمباراة بفارق ضئيل بنتيجة 2-0.
جاء أول اختبار حقيقي لفهد ضد مصر في 8 مارس 2013 في مباراة نظمت استعدادا لمباراة التصفيات المهمة ضد كوريا الجنوبية. سابقا في 28 ديسمبر 2012 هزمت مصر قطر 2-0 ثم قيادة باولو أتوري في الدوحة. ومع ذلك تحت قيادة فهد انتهت المباراة بفوز قطر 3-1 في نفس المكان. كانت مصر قد فقدت معظم لاعبيها الرئيسيين ولم تسجل المباراة في التقويم الرسمي للفيفا.
جاءت أول خسارة تنافسية لمنتخب قطر من البحرين في 18 مارس 2013 في إياب تصفيات كأس آسيا 2015. ثم خسرت قطر 1-2 من كوريا الجنوبية في مباراة الإياب في 26 مارس 2013 بسبب هدف في اللحظة الأخيرة من وقت المباراة للمضيفين.

## الإنجازات

### الأندية
الأهلي
- كأس أمير قطر: 1992